# Ducati Monster 1000
Ducati Monster 1000 – włoski motocykl typu naked bike produkowany przez Ducati w latach 2003–2005. Motocykl zastąpił w ofercie producenta model Ducati Monster 900.

## Dane techniczne/Osiągi
Silnik: L2
Pojemność silnika: 992 cm³
Moc maksymalna: 84 KM/8000 obr./min
Maksymalny moment obrotowy: 84 Nm/6000 obr./min
Prędkość maksymalna: 212 km/h
Przyspieszenie 0-100 km/h: 4,0 s